# Onthophagus hirtipodex
Onthophagus hirtipodex là một loài bọ cánh cứng trong họ Bọ hung (Scarabaeidae).